# キルギス外務省
キルギス外務省（キルギス語：Тышкы иштер министрлиги）とは、キルギス共和国の外交事務を管掌する機関。

## 機構
- 独立国家共同体部
- 西部諸国部
- 東部諸国部
- 国際組織・安全保障部
- 国際経済協力部
- 領事勤務部
- 庶務部
- 国際法部
- 外貨・金融部
- 国家儀典局
- 国境画定・分画部会

教育機関として、外交アカデミーを有する。

## 歴代外務大臣
- ローザ・オトゥンバエヴァ（1992年）
- エドナン・カラバエフ（1992年～1994年）
- ローザ・オトゥンバエヴァ（1994年～1997年）
- ムラトベク・イマナリエフ（1997年7月～2002年6月）
- アスカル・アイトマトフ（2002年6月～2005年）
- （代行）ローザ・オトゥンバエヴァ（2005年3月～9月）
- アリクベク・ジェクシェンクロフ（2005年9月～2007年2月）
- エドナン・カラバエフ（2007年2月～2009年1月）
- ルスラン・カザクバエフ（2010年4月～2012年9月）
- エルラン・アブディルダエフ（2012年9月～）